# City of the Dead
City of the Dead (Original: Last Rites, später auch Gangs of the Dead) ist ein US-amerikanischer Low-Budget-Horrorfilm des Regisseurs Duane Stinnett aus dem Jahr 2006. Die Direct-to-Video-Produktion wurde am 1. Mai 2007 in den Vereinigten Staaten veröffentlicht, der deutsche DVD-Erscheinungstermin war der 12. April 2007.

## Handlung
Eine Gruppe Obdachloser wird in Los Angeles von einem zur Erde gestürzten Meteoriten erfasst und getötet. Wenig später erheben sich die inzwischen zu Zombies mutierten Untoten, um weiteren Menschen nach dem Leben zu trachten und diese ebenfalls in lebende Tote zu verwandeln. Die Kreaturen wandern zu einem leerstehenden Lagerhaus, wo gerade zwei verfeindete Gangs versuchen, illegale Geschäfte abzuwickeln. Das Treffen wird von der Polizei beobachtet, die von einem „Maulwurf“ unterstützt, irgendwann die Erstürmung des Gebäudes veranlasst. Noch bevor die am Einsatz beteiligten Polizisten das Gebäude erreichen, werden sie von den eingetroffenen Zombies überfallartig attackiert und blutig niedergemetzelt. Lediglich den zwei überlebenden Beamten Campbell und O’Bannon gelingt die Flucht ins rettende Lagerhaus.
Dort treffen sie auf die zwei Banden: die vier Afroamerikaner Jerome, dessen junge Schwester Latasha, Mac T und Snake Dog, sowie auf vier Mitglieder der mexikanischen Gang um deren aufbrausenden Anführer Caesar. Zunächst gelingt es Campbell trotz aller Anfeindungen und Beschimpfungen, mit Waffengewalt für Disziplin zu sorgen. Nachdem weder Hilfe von außen, noch eine Flucht aus dem von den Zombies umstellten Haus zu erwarten ist, schwindet der Einfluss der isolierten Beamten. Campbell schafft es trotz der kritischen Lage nicht, die Verteidigung zu organisieren. Als es Caesar in einer waghalsigen Aktion gelingt, in Schusswaffenbesitz zu kommen, – sein jüngerer Bruder wird dabei infiziert, eine Verwandlung in einen Zombie steht bevor – verändert sich die Situation innerhalb des Gebäudes schlagartig. Die Hispanos tyrannisieren fortan die übrigen Überlebenden, der nötige Zusammenhalt für eine erfolgreiche Zusammenarbeit ist so unmöglich. Caesar verantwortet dadurch Campbells Tod. Des Weiteren bekämpft er aggressiv die anwesenden Afroamerikaner; der weibliche Spitzel Cassie, Caesars Freundin, bleibt noch unentdeckt.
Bei Nachforschungen im Lagerhaus stößt man zufällig auf den Fernsehansager Weatherman, der zuvor seine attraktive Frau bei einem Angriff der Ungetüme verlor. Der alkoholkranke Mann, der den Sinn seiner irdischen Existenz in Frage stellt, lässt sich später in selbstmörderischer Absicht vom gefesselten Bruder Caesars beißen. Die Eingeschlossenen werden nun fortan von lebenden Toten im Gebäude gejagt, die Anzahl der Lebenden wird so stark dezimiert. Am Ende des Films werden Jerome, seine Schwester Latasha und Polizeispitzel Cassie von Zombies bedrängt. In dieser Notlage sprengt sich Jerome mit einer Vielzahl von Untoten in die Luft. Latasha und Cassie überleben die Ereignisse, um beim Verlassen des Gebäudes Augenzeuge eines unheilverkündenden Meteoritenschauers zu werden, der auf die Erde niedergeht und möglicherweise das Ende der Menschheit einläutet.

## Kritiken
Das Lexikon des internationalen Films schrieb, der Film sei ein „preisbewusst produzierter Horrorfilm, der Motive aus Romeros Zombie- und Carpenters Terror-Thriller Assault“ verbinde, um „genreübliche Blutbäder“ anzurichten.